# Cupaniopsis flagelliformis
Cupaniopsis flagelliformis là một loài thực vật có hoa trong họ Bồ hòn. Loài này được (F.M.Bailey) Radlk. mô tả khoa học đầu tiên năm 1924.